# خوان أرغوتي
خوان أرغوتي (بالإسبانية: Juan Argote)‏ (1906 – تاريخ الوفاة غير معلوم) لاعب كرة قدم بوليفي راحل كان يجيد اللعب في خط الهجوم .
لعب طوال مسيرته الرياضية في نادي بوليفار . شارك مع منتخب بوليفيا في بطولة كأس العالم 1930 في الأوروغواي .

## روابط خارجية
- خوان أرغوتي على موقع الاتحاد الدولي (مؤرشف)  (الإنجليزية)
- خوان أرغوتي على موقع قاعدة بيانات كرة القدم.إي يو (الإنجليزية)
- خوان أرغوتي على موقع ناشيونال فوتبول تيمز (الإنجليزية)
- خوان أرغوتي على موقع Soccerway.com (الإنجليزية)
- خوان أرغوتي على موقع عالم كرة القدم.نت (الإنجليزية)